# بازگشت شرلوک هلمز

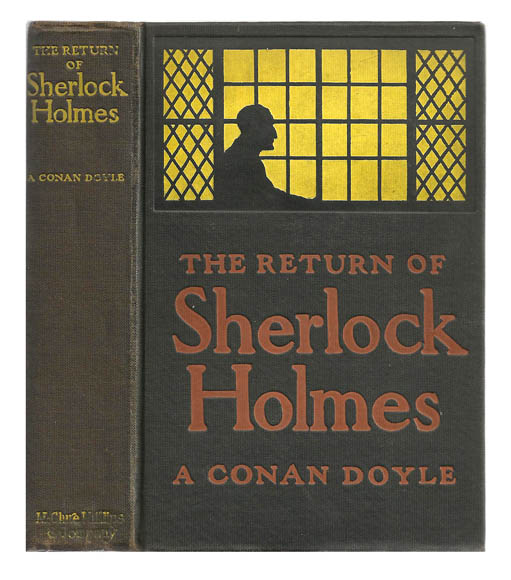
چاپ اول، ایالات متحده آمریکا

بازگشت شرلوک هولمز (به انگلیسی: The Return of Sherlock Holmes)، نام کلکسیون ۱۳ داستان از شرلوک هولمز است که در سال‌های ۱۹۰۳-۱۹۰۴ توسط آرتور کانن دویل منتشر شد.
این اولین مجموعه از هولمز است که بعد از مرگ او در "ماجرای مشکل نهایی" منتشر می‌شود.

## داستان‌ها
- "ماجرای خانه خالی" (بازگشت هولمز) The Adventure of the Empty House (the return of Holmes)
- "ماجرای معمار نوروود" The Adventure of the Norwood Builder
- "ماجرای مردان رقصان" The Adventure of the Dancing Men
- "ماجرای دوچرخه سوار تنها" The Adventure of the Solitary Cyclist
- "ماجرای مدرسه مذهبی" The Adventure of the Priory School
- "ماجرای پیتر سیاه" The Adventure of Black Peter
- "ماجرای چارلز آگوستوس میلورتن" The Adventure of Charles Augustus Milverton
- "ماجرای شش ناپلئون" The Adventure of the Six Napoleons
- "ماجرای سه دانشجو" The Adventure of the Three Students
- "ماجرای عینک طلایی" The Adventure of the Golden Pince-Nez
- "ماجرای سه-چهارم گمشده" The Adventure of the Missing Three-Quarter
- "ماجرای اَبِی گرانج" The Adventure of the Abbey Grange
- "ماجرای دومین لکه" The Adventure of the Second Stain